# C14H19NO7
化学式C14H19NO7（摩尔质量：313.3 g/mol）可能指：
- 4-硝基苯并-15-冠-5，CAS号：60835-69-0
- 蝙蝠葛氰苷，CAS号：67765-58-6

|  | 这个同类索引页列出了具有相同分子式的化学物（即同分異構體）条目。 除非您是有意链接至本页，否则应将相应条目的内部链接指向正确的条目。 |